# Čitose Hadžime
Čitose Hadžime (jap. 元ちとせ, * 5. leden 1979 Setouči, Amami Óšima, Japonsko) je japonská zpěvačka.
Roku 2001 vydala svůj první minialbum pojmenovaný jejím jménem v nezávislém vydavatelství Office Augusta. Byly na něm Cover verze starších folkových písní. Album bylo dobře přijato a tak v srpnu toho stejného roku vydala druhé minialbum, kde už bylo také 5 jejích původních písní.
Z jejího alba Hainumikaze se prodalo 800 000 kopií, v žebříčcích hitparád se udržel 57 týdnů a bylo 16. nejprodávanější album roku v Japonsku.

## Diskografie

### Alba
- Higya Merabe
- Shima, Kyora, Umui
- Hajime Chitose
- Kotonoha
- Hainumikaze
- Nomad Soul
- Fuyu no Hainumikaze
- Hanadairo
- CASSINI

### Singly
- „Wadatsumi no Ki“
- „Kimi wo Omofu“
- „Kono Machi“
- „Sen no Yoru to Sen no Hiru“
- „Itsuka Kaze ni Naru Hi“
- „Kataritsugu Koto“
- „Haru no Katami“
- „Ao no Requiem“
- „Anata ga Koko ni Ite Hoshii“ / „Miyori no Mori“
- „Hotaru boshi“

### DVD
- Music Film Hajime Chitose Live - „Fuyu no Hainumikaze“